# Listă de comune din raionul Drochia
Această listă conține comunele din raionul Drochia, Republica Moldova, cu satele din componența lor. Celulele gri indică localitățile consemnate ca „sat (comună)” în Legea privind organizarea administrativ-teritorială a Republicii Moldova.
| Comuna         | Satul de reședință | Sate componente        |
| -------------- | ------------------ | ---------------------- |
| —              | —                  | Antoneuca              |
| Baroncea       | Baroncea           | Baroncea               |
| Baroncea       | Baroncea           | Baroncea Nouă          |
| —              | —                  | Chetrosu               |
| Cotova         | Cotova             | Cotova                 |
| Cotova         | Cotova             | Măcăreuca              |
| —              | —                  | Dominteni              |
| —              | —                  | Drochia                |
| Fîntînița      | Fîntînița          | Fîntînița              |
| Fîntînița      | Fîntînița          | Ghizdita (stație c.f.) |
| —              | —                  | Gribova                |
| —              | —                  | Hăsnășenii Mari        |
| Hăsnășenii Noi | Hăsnășenii Noi     | Hăsnășenii Noi         |
| Hăsnășenii Noi | Hăsnășenii Noi     | Lazo                   |
| —              | —                  | Maramonovca            |
| —              | —                  | Miciurin               |
| —              | —                  | Mîndîc                 |
| —              | —                  | Moara de Piatră        |
| —              | —                  | Nicoreni               |
| —              | —                  | Ochiul Alb             |
| Palanca        | Palanca            | Holoșnița Nouă         |
| Palanca        | Palanca            | Palanca                |
| Palanca        | Palanca            | Șalvirii Noi           |
| —              | —                  | Pelinia                |
| Pervomaiscoe   | Pervomaiscoe       | Pervomaiscoe           |
| Pervomaiscoe   | Pervomaiscoe       | Sergheuca              |
| Petreni        | Petreni            | Petreni                |
| Petreni        | Petreni            | Popeștii Noi           |
| —              | —                  | Popeștii de Jos        |
| —              | —                  | Popeștii de Sus        |
| —              | —                  | Sofia                  |
| Șalvirii Vechi | Șalvirii Vechi     | Ceapaevca              |
| Șalvirii Vechi | Șalvirii Vechi     | Iliciovca              |
| Șalvirii Vechi | Șalvirii Vechi     | Șalvirii Vechi         |
| Șuri           | Șuri               | Șuri                   |
| Șuri           | Șuri               | Șurii Noi              |
| —              | —                  | Țarigrad               |
| —              | —                  | Zgurița                |